# برايان موريارتي
برايان موريارتي (بالإنجليزية: Brian Moriarty)‏ هو مهندس أمريكي، ولد في 1956 في الولايات المتحدة.

## وصلات خارجية
- برايان موريارتي على موقع IMDb (الإنجليزية)
- برايان موريارتي على موقع ميوزك برينز (الإنجليزية)